# 山下俊一
山下 俊一（やました しゅんいち、1952年 - ）は、日本の医学者、医師。学位は医学博士（長崎大学・1989年）。国立研究開発法人量子科学技術研究開発機構高度被ばく医療センターセンター長（初代）、長崎大学学長特別補佐（福島復興・原子力災害担当）・原子力災害対策戦略本部教授、福島県放射線健康リスク管理アドバイザー。
長崎大学医学部助手、長崎県立多良見成人病センター職員、長崎大学医学部教授、長崎大学大学院医歯薬学総合研究科教授、世界保健機関放射線プログラム専門科学官、福島県立医科大学副学長、長崎大学副学長、国立大学法人長崎大学理事などを歴任した。

## 生い立ち
1952年に長崎県長崎市で生まれる。父方は迫害を受けてきた浦上の隠れキリシタンの子孫で、洗礼名ボナベンツラとして乳児洗礼を受けた カトリック信者である。同市城山地区で聖アウグスチノ修道会のアメリカ人司祭トマス・パーセル神父らが創立したカトリック城山教会 で育ち、山下本人によれば「私の信仰の種はパーセル神父様やシスター方からのもの」であるという。また、「聖アウグスチノ修道会やサンモール修道会の聖職者からたくさんの愛情を受けて育てられました」とも語っている。
両親が長崎市への原子爆弾投下で被爆した被爆二世。母親は16歳の時 に中川町で被爆した。また、元はカトリック信者ではなく、結婚を機に改宗している。
親戚について、本人は「親戚郎党みんな原爆で亡くなりました」と語っている。子供の頃からアルベルト・シュヴァイツァーや永井隆を尊敬しており、2012年1月13日に東京都で行われた内閣府野口英世アフリカ賞担当室のインタビューに対し、「生命への畏敬」と「如己愛人」が座右の銘と答えている。永井隆の心を胸に刻んで医学の道に進んだ。また、野口英世も尊敬していたので、当初は熱帯医学に憧れていた。カトリック系の聖マリア学院小学校・中学校で幼稚園から中学校まで教育を受け、その後は長崎県立長崎北高等学校で学んだ。
幼稚園の頃は他人の弁当を早食いし、昼休みには木に縛られていたと語っており、善悪の判断が出来るようになったのは12，3歳の時であったという。

## 長崎大学
1978年3月に長崎大学医学部を卒業。長崎大学医学部附属病院（現長崎大学病院）での最初の2年間の研修を第一内科高岡善人教授の下で過ごし、その後は神経班、内分泌代謝膠原病班、消化器班を経て、第三内科で橋場邦武教授に循環器について学んだ。臨床系大学院に戻り、和泉元衛そして長瀧重信教授の下で学んだ。1984年に長崎大学大学院医学研究科博士課程修了。長崎大学教授（当時）長瀧重信の支援により、1984年から1987年の3年間アメリカのロサンジェルスのシダーズ・サイナイ医療センター（Cedars-Sinai Medical Center）に研究留学 し、帰国後は文部教官に採用され、長瀧教授の下で長崎大学医学部第一内科助手として働いた。
1989年に医学博士の学位を取得、翌年の1990年に長崎大学医学部附属原爆後障害医療研究施設（原研）教授に就任。当時は日本全国で1、2位の若さであり、講師、助教授を経ずに助手から教授となったため、毎日新聞に「三段跳び」と報道された。就任当時、山下は「原研である以上、被爆者の自覚をもって平和運動につながるような（医療面での）社会活動もしたい」と語っていた。

## チェルノブイリ
1991年にチェルノブイリ笹川医療協力プロジェクトに参加して以来、約20年間チェルノブイリ原子力発電所事故の健康調査および甲状腺がんの子どもの診療に従事。チェルノブイリ周辺には100回以上訪れた。
山下が選ばれた理由は、「若い医師は行きたがらず、既に子供が4人いたから」であった。現地では、甲状腺がんが激増しているのが分かったので「自分の子だったら」の思いで取組み、「母親とも触れ合う中、被災地が長崎の隣にあるような感覚になった」 と語っている。この時までは「（被爆）二世だから、何かしなくては」という気持ちはそれほど強くなかったが、「放射能が胎児に及ぼす影響におびえる母親の質問に『実は私も被爆二世ですが、こんなに元気です』と答えた途端、その目に漂っていた不安があっという間に消えた」ので、被爆二世が大きな意味を持つことに気付いたという。また、放射能汚染を心配して食料を持ち込む研究者もいたが、山下は住民の出した魚やスープを気にすることなく食べたので住民は信頼を寄せたという。
山下らが超音波を用いた甲状腺検診に従事する中で、1センチ以下や数ミリの結節がみつかってきたが、当初は甲状腺がんであるとは予想しなかった。結節は「大人では結節をさわると大体100人に1人か2人にがんの可能性がありますが、子供の場合は約20%ががん」であり、現地の甲状腺がん発生率は1万人に1人となった（この発見について、被曝集団の数が大きいのでガン増加の立ち上がりが早く観察されやすいことと、ヨウ素不足地帯でガン誘発の感受性が大きい集団である可能性などが指摘されている）。なお、日本の甲状腺がんの発生について山下は、「日本では思春期を超えた子供の甲状腺がんをまれに見るくらいです。その頻度は、年間100万人に1人といわれています。これは、欧米、日本、ほぼ変わりません」 としている。
また、大人と異なって小児甲状腺がんの約4割には、この小さい段階（1センチ以下や数ミリの結節）で見つけてもすでに局所のリンパ節に転移があるため、手術の方法は極めて慎重でなければならないと指摘している。
原発の事故が起こるとその大半のプルーム（放射性雲）は環境に放出された放射性ヨウ素であるが、ヨウ素剤を投与すれば甲状腺の被ばくをブロックし、その後の発がんリスクを予防できること、そしていったん被ばくをした子供たちが生涯続く甲状腺の発がんリスクをもつことを明らかにした。
山下は、チェルノブイリ原子力発電所事故で世界中の科学者が合意した唯一の症状が小児甲状腺癌の増加のみであり、「現地では貧血や好酸球増加が多く見られ、免疫不全を示唆するデータの報告もあるが、いずれも放射線に起因する確かな証拠は無い。当然白血病の増加も確認されていない」としている。
山下等の活動を機に、長崎大学ではチェルノブイリ周辺200人近くの医者を受け入れ、2008年7月にはベラルーシの地元大学と低線量被曝についての研究拠点を設けたが、それについて山下は「現地の子供たちががんになっておくのを放っておくことは出来ない」と語っている。

## セミパラチンスク
1995年からカザフスタン共和国セミパラチンスク核実験場周辺の調査活動に入り、中心的役割を果たし、2000年からの5年間、JICAセミパラチンスク地域医療改善計画プロジェクトに関わった。

## 原子力行政との関わり
- 2000年 原子力委員会における「原子力の研究、開発及び利用に関する長期計画」第五分科会構成員[32]
- 2002年 原子力安全委員会 原子力施設等防災専門部会が作成した「原子力災害時における安定ヨウ素剤予防服用の考え方について」[33] の主査を務める
- 2003年 長崎大学永井隆国際ヒバクシャ医療センター所長を兼務
- 2004年12月15日 世界保健機構 (WHO) 本部環境健康局放射線専門科学官に2年間派遣[34][35]
- 2006年 長崎大学大学院医歯薬学総合研究科附属原爆後障害医療研究施設教授に復帰
- 2009年 長崎大学大学院医歯薬学総合研究科長、原子力委員会における原子力安全研究専門部会・環境放射能安全研究分科会構成員[36]、同年11月5日に日本甲状腺学会理事長に就任[37]（～2013年12月）[38]。
- 2011年3月19日、福島県放射線健康リスク管理アドバイザーに任命[39]
- 同年4月1日 福島県立医科大学特命教授（非常勤）となる[40]
- 同年2011年4月11日から5月31日まで、文部科学省原子力損害賠償紛争審査会委員を務めた[41][42][43]
- 同年7月15日に長崎大大学院教授を研究休職し、福島県立医科大学特命教授・副学長（業務担当）（常勤）兼放射線医学県民健康管理センター長に、神谷研二・広島大原爆放射線医科学研究所長と共に就任[44]。
- 2013年4月1日付で、研究休職期間満了により長崎大学へ復職し、同大学副学長（福島復興担当）および国立大学法人長崎大学理事（国際・附置研究所担当）国際連携研究戦略本部長兼産学官連携戦略本部長就任。同時に福島県立医科大学副学長は非常勤となる。
- 2019年4月1日、量子科学技術研究開発機構高度被ばく医療センター センター長 QSTニュースレター

## 薬害HIV被害患者との関わり
2010年から薬害HIV患者の心身の健康、社会経済状況、将来設計などを調査を通じて長期的視野に立った政策提言を行い、これからの人生をより良く生きるための長期療養のモデル作りを目指すことを目的とした「HIV・HCV重複感染血友病患者の長期療養に関する患者参加型研究」をはばたき福祉事業団と共同で行っていた。
2011年3月26日、山下は薬害エイズ和解15周年記念集会で講演し、「福島原発大事故に実際現場で活動している状況と、科学の生み出したものは科学の英知を集めて対処できるはずと、薬害エイズ事件も含めたあきらめない努力」を語った。

## 検査被曝の低減化に向けた取り組み
被曝線量の低減や事故時におけるガイドラインなどの作成を行っているWHOに、放射線プログラム専門科学官として参加してから、医療被曝の問題等に対する取り組みを行っている。日本は他の国と比べて医療被曝の割合が著しく高いことが知られており、エックス線検査による発癌の累積寄与リスクは3.2%と推定され、これは年7587件の発癌数に相当する。
特に、日本ではX線CT検査による被曝が多く、山下らの研究チームはCT検査被曝の低減化に向けたガイドラインの必要性を指摘し、CTの使い過ぎの原因として、経済的利益以外に、臨床管理や意思決定におけるガイドラインの欠如や患者の期待、医者の臨床的観察よりも先端技術への過信などを挙げている。
日本では年間、人口1000人あたり290件のCT検査が行われ、頭部における平均の年間実効線量は2.3mSvと推定されている。全CT検査の約3%（114万件）が14歳以下の子供に行われており、15歳以上の年齢グループに比べて、男の子の検査の割合が多く、頭部CT検査の頻度は非常に高い傾向にあるが、総集団線量では腹部器官が最も高くなっている。日本では、子供の頭部CT検査の多くが軽度の頭部外傷によって行われている。
アメリカでは、Image Gently（やさしく画像撮影）キャンペーンによって、体の大きさや厚さなどの体格に応じて撮影条件を調整することで子供等への被曝をできるだけ低い線量に抑えるよう、小児科などへの働きかけが行われ、2011年2月には、アメリカ国立衛生研究所などの後援によって、被ばく量低減を推進するための会議「CT被ばく線量管理サミット—1mSv以下の検査をめざして」(Management of Radiation Dose in Computerized. Tomography: Toward the Sub-mSv Exam) が開かれている。
PETを用いた癌検診については、山下らによれば、欧米においてPETは確定診断などの癌診療が主な用途だが、日本では無症状の健康人に対する癌検診の適用が20%も占めていると指摘し、その背景に旅行代理店とのタイアップによるPET検診ツアーのブーム、「被曝線量は2.2mSvと年間に受ける自然被曝線量よりも低く安全」などという偏向情報のマスメディアの過剰な宣伝などもあって、急速に普及しているとされる。PETによる一般健康人のマススクリーンとしての癌検診は欧米では行われておらず、その妥当性と被曝に対する評価報告は余り行われていないという。
山下らの研究チームによれば、50-59歳の無症状の日本人（癌の平均罹患率、0.3%）の任意の癌検診のためのPET/CTの使用で、陽性適中率 (Positive predictive value) はわずか3.3%と見積られ、日本におけるPET/CTによる癌検診は、偽陽性として多くの健康な被験者が実際の便益を得ることなしに、少なくとも6.34mSvの被曝を受けており、これはスクリーニング目的の許容範囲ではないと結論付けられ、癌検診のためのPET/CTの使用は関連するガイドラインによって、細部にわたって規制されるべきとし、健康な人に対してPET/CTを適用することの正当化に関して、さらなる評価が必要としている。
2008年9月14-15日に長崎で行われた第22回日本臨床内科医学会の特別講演で、山下は「人口あたりどのくらいの放射線発がんリスクがあるかというと、だいたい100人ががんで死ぬと、そのうちの1人は、欧米あるいは普通の国ではひょっとすると診療被ばくのせいかもしれません。しかし、日本は線量が多いということから約3倍高いという報告がなされました。3%と1%だから、あまり差がないではないかと思いがちですが、たとえば、がんで年間30万人死亡するとして、3%というと9,000人という非常に大きな数になります。交通事故より多いのです。このようなリスクに対する認識が日本ではほとんど議論されてきませんでした。その結果、日本はCTを含めて医療被ばく天国となっています。アメリカでも実は同様のCT被ばく過剰な状況にあります」、「主として20歳未満の人たちで、過剰な放射線を被ばくすると、10-100mSvの間で発がんが起こりうるというリスクを否定できません。CT1回で10mSvと覚えると、年間被ばく線量を超えるということがわかります。子どもが急性虫垂炎の手術だからと簡単にCTを撮る、頭部のトラウマで何回も撮るということが行われています」 と語っている。

## 日本のカトリック教会との関係
信者かつ日本カトリック医師会会員として、日本のカトリック教会と関わってきた。1995年度から日本カトリック医師会の評議員を務め、2003年度からは日本カトリック医師会長崎支部長と評議員を兼任。2005年以降はさらに理事も担当したが、2011年度を以て日本カトリック医師会の全ての役職から離れた。
2009年11月23日から24日、長崎で開催された「日本カトリック医療団体協議会」第一回大会で、「原爆被災と世界の被ばく医療」と題した講演をし、「この夏来日した国連議長のデスコト神父が話すように、広島・長崎のみが平和に対する『道義的権威』を有します。これに従い、現実と理想、理論と実践を結びながら非核平和外交論を唱える宿命がある。永井隆が言うように、科学を軽視することで人類はしっぺ返しを食らいます」と述べた。
福島第一原子力発電所事故後の2011年5月7日には、カトリックさいたま教区にあるさいたまカテドラルでさいたま教区サポートセンター・カリタスさいたま・ロバの会（カトリック さいたま教区正義と平和協議会）主催による「本当に大丈夫？ 放射能 放射能について学ぼう ～山下俊一先生に聞く～」と題する講演を行い、「福島は、まだ沈黙の戦争のさなかにあります。福島の十字架を誰が背負うのか・・・。風評を最小限にとどめて、一人ずつが理性的な行動をしていくことが大切です」と語った、さいたま教区長である谷大二司教を責任者として同名のパンフレットが同教区から6カ国語に翻訳して発行され、教区内や避難所等で配布された。日本財団前会長の曽野綾子とも面識のある カトリックさいたま教区の助祭で群馬大学名誉教授の矢吹貞人は、オリエンス宗教研究所が発行する雑誌『福音宣教』で、山下の「環境の汚染の濃度は100マイクロシーベルト（毎時）を越さなければ健康には影響しません」 という発言を受けて、「100マイクロシーベルト（毎時）といえば、現在のさいたまの二千倍近い強さです。それぐらい、生物は放射線に強くなっているということです」と書いた（ただ、福島県を管轄するカトリック仙台教区の平賀徹夫司教は2011年12月22日に出した 『福島差別を危惧するアピール』で、年間20ミリシーベルトという数値を「人命を第一とした数字とは言えない」としている）。
カトリック社会問題研究所が編集する『福音と社会』に、2011年3月22日の外国人記者クラブの講演および質疑応答が本人の承諾の元に掲載された。また、次号では山下本人へのインタビューを行った。
7月の山下の福島県立医科大学副学長就任のニュースは、カトリック長崎大司教区報『よきおとずれ』にも掲載された。
11月27日には、教区福音化推進部人権委員会により、カトリック長崎大司教区カトリックセンターで「シンポジウム『被曝』新たな被害をもたらすもの」が開催され、シンポジストの一人として参加した。

## 創価学会および公明党との関係
公明党参議院議員である秋野公造が長崎大学の教え子である。秋野は2010年参議院議員選挙比例代表当選時に山下は祝辞を寄せている。
2004年10月、山下は創価学会青年部により組織された平和フォーラムでチェルノブイリやセミパラチンスクでの自らの活動について語り、それを通じて核兵器に反対の声を上げるというヒロシマ・ナガサキの重要な役割を理解するようになったとした。
2007年8月4日、長崎創価学会が主催した講演でチェルノブイリ原子力発電所事故による被害者の治療および調査について語り、若者が原子爆弾の犠牲者から聞いた体験を人と分かち合うことと、平和な世界を築くための個人的な責任について話すことの重要性を強調した。
2008年10月17日、創価大学で「世界保健機関における放射線プログラムと日本の貢献」と題する講演をし、「創価教育の掲げる平和の精神で、地球の課題に取り組んでほしい」と学生に期待を寄せた。
2010年8月、創価大学の学生を長崎に迎えて特別講義をし、長崎大学医学部原爆被爆者慰霊式典への参加も配慮している。
福島第一原子力発電所事故後の2011年5月24日には、公明党福島県本部郡山総支部と同総支部の女性党員や市民による「子どもの成長を育む会」に招かれ、郡山市内で開催されたセミナーの講師を務めた。子供の被曝については、「子供の感受性が高いかもしれない」と話し、「海藻類がいいと聞いているが、何を摂ればいいのか」という質問に、「放射性ヨウ素は甲状腺にたまりやすく、多く取り込まれると甲状腺がんになる可能性がある。それを防ぐのがヨウ素剤だが、この代わりに、ヨウ素を多く含むコンブやワカメを食べるといいという俗説がある。しかし実際は、食べきれないほど摂取しないと効果がなく、無意味だ。なお、セシウム137による体内被ばくを防ぐ食品もない」と回答した。
6月21日には、参議院議員会館で公明党の放射線による健康への影響に関するプロジェクトチームと意見を交わし、「（大気など）環境中には（放射性物質は）ほぼない」と強調したが、その一方で国民の不安解消を目的とした線量計の配布が重要であると語った。
その後、創価学会系の雑誌である『潮』2011年6月号に「放射能を『正しく恐れる』ことが大事」という記事、『公明グラフ』秋季号には、『放射線の基礎知識Q＆A』が掲載された。
2012年2月6日には秋野公造と福島県議団の視察を受け、県民健康管理調査の現状について述べた。同年12月7日には創価大学で「福島原発事故と放射線健康リスク管理 –長崎、チェルノブイリ、そして福島から-」と題した講演を行った。
2013年、聖教新聞創刊記念日の4月20日に同紙に寄稿し、「聖教新聞が、長年、創価学会の機関紙という枠を超え、広く世界に向かって平和を叫び、人間いかに生きるべきかを発信してきた事実に敬意を表します」、「学会の皆さんは明るい。“芯” のある楽観主義で、使命感に燃えて前進しようとしています。そして、社会を支える“陰の力”として、なくてはならない貢献を重ねています。皆さんの活躍が、勇気を鼓舞してくれます」と賞賛した。
同年8月には、公明党の赤羽一嘉経済産業・内閣府副大臣が長崎大学原爆後障害医療研究所を訪問し、山下と被災者の支援について意見を交換し、山下は「限りあるマンパワーの中で、現地の保健師や行政の医療担当者によるネットワークが重要」と説明した。
2018年7月24日には「ふくしま国際医療科学センター」において秋野公造参議院議員と福島県本部議員団の視察を受け、アスタチンを用いたがん治療薬の開発について述べた

## 諸外国との関係

### ベラルーシ
ベラルーシではミンスクの聖シモン・聖エレーナ教会と関りを持ち、同国を代表する詩人であるリホール・パラドゥーリンとも交流し、北海道大学スラブ研究センターのロシア文学研究者である越野剛助教に紹介してパラドゥーリンによる詩の和訳が出版された。パラドゥーリンは『長崎の鐘』を題材にした詩を詠っているが、これは山下に捧げられている。

### 台湾（中華民国）
1996年8月に招待されて、台湾大学病院第七講堂で母親とともに講演した。
2001年11月、台連の銭林慧君に招待されて台湾を訪問した山下らは前総統李登輝の自宅で約90分会談し、山下は再度日本を訪問して長崎県を見学するように招待し、李が環境の影響を受けるので、（日本訪問が）順調に成功するかどうかさらに努力が必要であると表明すると、山下はそれに対してお詫びの意を示し、これが完全に日本政府が設けた制限であると認めた。
また、2004年から2006年まで山下がWPO本部で本部環境健康局放射線専門科学官を務めた時、台湾に対しても多くの協力を行ったとされる。

## 福島第一原発事故後の活動とその影響

### 放射線健康リスク管理アドバイザー就任前
福島第一原子力発電所事故発生後の3月13日、文部科学省からの要請で長崎大学病院国際ヒバクシャ医療センター所属の医師らをまず放射線医学総合研究所に派遣し、3月15日に福島県立医科大学を拠点として緊急被ばく医療活動を行った。山下によれば、送り出したのは長崎大学の精鋭なので十分にやれると考えており、福島県にすぐに行く気はなかったと話している。
3月12日の読売新聞の取材では、原発周辺で観測された毎時1015マイクロ・シーベルトの放射線量が「人間が1年間で浴びる量の半分」であると指摘し、「10ミリ・シーベルト以上を浴びないと、人体に影響はほとんど出ない」発言するとともに、がんを発症して原爆症認定訴訟を戦った被爆者の被曝線量が10～100ミリ・シーベルトであると語っている。
3月17日に福島県知事佐藤雄平からの専門的情報の提供についての協力要請を受け、山下の福島県への派遣が決定した。また、福島県立医科大学理事長菊地臣一は17日夕方に山下の携帯電話に連絡し、福島県に来るようにと依頼した。
福島県立医科大学では当初、県内の妊婦や子どもたちを避難させた方がいいのではないかという話し合いが持たれ、そこに呼ばれた長崎大学のメンバーに対して、「ヨウ素剤をみんなにすぐに飲ませた方がいいのではないか」「すぐに避難を」という意見が相次いでいた。派遣されたメンバーの一人である熊谷敦史は「きちんとコントロールできる人が必要」だと考え、そして大津留晶が山下に「福島県立医大が浮き足立っている、先生方がパニックになっている」と報告した。
その後3月18日に自衛隊のヘリコプターで現地入りし、夕方に福島県立医科大学の教職員に講演。講演で山下は「安定ヨウ素剤で甲状腺がんが防げるという誤解が広がっているが、『ヨウ素剤信仰』にすぎない。日本人が放射性ヨウ素を取り込む率は15～25%。4、5割を取り込むベラルーシとはわけがちがう」、20キロ圏、30キロ圏以西の被曝（ひばく）量はおそらく1ミリシーベルト以下。チェルノブイリと比べて被曝量が微量なので、日本政府も安定ヨウ素剤服用の指示を出さない」、「服用マニュアルは数々の欠点がある。使われないことを祈る」と不要論を展開。最後に「ぜひ逃げ出すことのないように。事故による被曝は地震国で原発立国を進めてきた日本の宿命です」と話した。
同日夜、山下はNPO法人環境市民のラジオ番組に電話でインタビューに応じた。放射線に関する報道について、「CTとレントゲンはけっこうな被曝量があるが、とったほうが患者のためになるためなので、限度を設けないのが基準。しかし、今回の自然災害、原子力災害では、一般の公衆があびる値は決まっているので安全な領域を越さないという別のレベルで考えるべき」と話し、放射性物質への対策として、「ヨウ素131の甲状腺への被曝線量をおさえることが有効であり、甲状腺への被曝線量が24時間で50ミリシーベルトになると予想された場合に安定ヨウ素剤を投与する」と答えた。
また、外部被曝と内部被曝について、「外から放射線として浴びるとき、汚染から浴びる場合を外部被爆。内部被爆は、大気中の空気をすったり、汚染されたものを食べたりすることで体の中から被爆することをいう」と回答し、防護策として「マスクをして物質を避けたり、外にでないようにする、甲状腺が入ってくるのは、汚染されたものを食べることなので、20キロ内で流通された食べ物を食べないなど。心配ならば、ヨウ素の量が多い、わかめ、昆布のスープを飲んでおけば、普通の人ができる甲状腺のブロックになる。日頃からたべることも効果的な予防策。大事なことは、食物の安全に敏感なので、汚染されたものを市場にださないこと、厚生労働省の安全基準をチェックして、それにかなったものを食べることが大事」と語った。

### 放射線健康リスク管理アドバイザー就任後
2011年3月19日に福島県知事佐藤雄平の要請により、福島県放射線健康リスク管理アドバイザーに長崎大学の高村昇と共に就任。「市民との対話を繰り返して放射線の恐怖を取り除くこと」を主眼に、クライシス・コミュニケーションの立場から、福島県を中心に各地で放射線に関する市民講演会を行った。
3月19日には、福島県の災害対策本部を訪れ、報道陣に対し「放射能のリスクが正しく伝わっていないが、今のレベルならば、ヨウ素剤の投与は不要だ」と話した（読売新聞3月21日）。日本における安定ヨウ素剤の予防服用の指標は、予想される被曝量（甲状腺等価線量）100mSv（※WHO基準は10mSv）と定められている。今回の事故においても安全委員会は13日10時すぎに「（スクリーニングで）1万cpmを基準として除染及び安定ヨウ素剤の服用を実施すること」と手順を示したが、この指示は対策本部や現地には伝えられなかった。福島県知事には独自にヨウ素剤服用の指示をだせる権限はあったが、国からの指示を待ち、県としての独自対応はしなかった。双葉町、富岡町、大熊町、三春町の4町は現場判断で15日に服用を実施。いわき市と楢葉町、および浪江町民の避難所ではヨウ素剤の配布のみを行っていた。
3月24日に公開されたSPEEDI ではそれまでの被曝積算量（1歳児・甲状腺）100mSv以上を示す地域が飯舘村、川俣町、南相馬市をはじめとして広く描出されており、国会事故調査委員会は服用による予防策は十分ではなく、福島県知事に責任があったと結論づけている。朝日新聞の記事によれば、山下は3月23日のSPEEDIの結果を見て「ありゃー、と思いました」、「日本の原発にはヨウ素とかを取り除くフィルターとかがきちんと付いているものだと思っていた。まさかこんなに広範囲に汚染されているとは思わなかった」。さらに「60km離れた福島県立医大でヨウ素剤を飲む必要は無いと言った。しかし、当初避難した住民は国の指示でヨウ素剤を飲んでいたと思っていた。避難する必要する必要がある事態であれば服用すべきであった」としている。
2011年11月に出版された『放射能の真実 ―福島を第二のチェルノブイリにするな―』の山名元との対談で、山下は「甲状腺の等価線量で100ミリシーベルトとか200ミリシーベルトとか500ミリシーベルトといった値が、飯舘村から浪江町の辺りに理論的にあるわけです。あそこに2週間ずっといたという人たちがどのぐらいいるか」、「そういう人たち以外のリスクは極めてゼロに近いと思います」 という見解を語っている。
3月20日に山下の記者会見時における内容をとりまとめたとされる「環境放射能が人体に及ぼす影響等について」という文書が福島県から出される。同文書では「1時間当たり20マイクロシーベルトの放射線が降り注いだとして、人体に取り込まれる量は約1／10の1時間当たり2マイクロシーベルト以下か更に少ないと考えられます。2マイクロシーベルトを24時間受け続けたとしても約50マイクロシーベルトにしかなりません」とあるが、取り込まれる量の具体的な根拠について何も触れてはいない。20μSv/hrは空間線量率であり外部被曝の計算に用いられるものである。実際には原子炉事故の早期の段階でガス体となって飛散する放射性ヨウ素131の甲状腺への取り込みによる内部被曝を空間線量率から計算することは原理的に不可能である（空気中の放射性物質の濃度、Bq/m3のデータが必須である）であり、空間線量にそれらを総合して判断する必要がある このため、WHOはヨウ素剤の配布の基準は空間線量で100ミリシーベルトだが、子供などでは10ミリシーベルトの段階でも配布を考慮すべきとされている。
同日には高村とともにいわき市の平体育館で放射線の基礎知識についての説明や、参加者との質疑応答を行い、「福島における放射線による健康被害はない」ことを強調し、空間放射線量の数値などから「健康に影響はない」とし、「いわきを起点に復興に立ち上がろう」とメッセージを送った。
3月21日には前日と同様に高村が同行し、福島テルサで開かれた講演会で、「これから福島という名前は世界中に知れ渡ります。福島、福島、福島、何でも福島。これは凄いですよ。もう、広島・長崎は負けた。福島の名前の方が世界に冠たる響きを持ちます。ピンチはチャンス。最大のチャンスです。何もしないのに福島有名になっちゃったぞ。これを使わん手はない。何に使う。復興です」、「放射線の影響は、実はニコニコ笑ってる人には来ません。クヨクヨしてる人に来ます。これは明確な動物実験でわかっています。酒飲みの方が幸か不幸か、放射線の影響少ないんですね。決して飲めということではありませんよ。笑いが皆様方の放射線恐怖症を取り除きます」、「100マイクロシーベルト/hを超さなければ、全く健康に影響及ぼしません。ですから、もう5とか10とか20とかいうレベルで外に出ていいかどうかということは明確です。昨日もいわき市で答えられました(発言ママ)。『今、いわき市で外で遊んでいいですか』『どんどん遊んでいい』と答えました。福島も同じです。心配することはありません。是非、そのようにお伝えください」と発言した。
福島県の公式サイトでは3月22日付更新で「質疑応答の『100マイクロシーベルト/hを超さなければ健康に影響を及ぼさない』旨の発言は、『10マイクロシーベルト/hを超さなければ』の誤りであり、訂正し、お詫びを申し上げます。ご迷惑をおかけし、誠に申し訳ありません。」という訂正があるが、インターネットアーカイブの2011年4月30日UTC13:44:58時点ではその訂正がなく、福島県は日付改竄した可能性がある。
週刊東洋経済2012年6月30日号のインタビューで山下は講演について聞かれ、「事故直後、毎時10～20マイクロシーベルトという空間線量が各地で計測された。ただし、そのレベルではどんなに多めに見積もっても（がん発症が統計学的に有意に増加するとされる）100ミリシーベルトに達することはないことから、『心配しすぎなくていい』と申し上げたと語っている。
また、マスクについての質問に「これは花粉症に効くでしょう。放射性の物質をどれだけブロックするか、皆さん濡れタオルを口にあてたことがありますか？窒息しますね。そんなことを新聞は平気で書いていますね。これは気休めです。でも気休めを言わなくちゃいけないようになってるんです。基準がそう書いてあるから。だから、皆さん、マスクはやめましょう」と回答した。
4月1日に飯舘村で村議会議員と村職員を対象にした非公開のセミナーでは、「今の濃度であれば、放射能に汚染された水や食べものを1か月くらい食べたり、飲んだりしても健康には全く影響はありません」 と発言した。参加者の一人によれば、山下は「国の言うことは正確なんだから、あなたたちは国の言うことに従ってください。私は学者であり、私の言うことに間違いはないのだから、私の言うことをキチッと聞いていれば、何の心配もない」と語り、「大丈夫」「大丈夫」のオンパレードで、汚染実態を何も知らないまま講演に来たのかとさえ思ったという（山下本人によれば飯舘村の高い放射線量を知ったのは、3月24、25日）。
4月11日に飯舘村は計画的避難区域に指定されたが、山下はそれについて、「飯舘村の人たちは自分の意思をもう少し反映してもいいのではないかと思いました。20ミリシーベルトという基準で切ること自体を、許容するかどうか、地元のみなさんに決めていただくという考え方です。例えば、放射線の影響を受けにくい40歳以上の人なら、働き盛りで、帰って牛を育てたり、稲をつくったりするほうが、メリットが大きいわけです」という意見を述べている。
福島県外では3月22日には外国人記者クラブで記者会見を行った。また、福島民友新聞のインタビューに対し「影響があるのは100ミリシーベルト以上の放射線量を1回で受けた時で、将来、がんになる可能性が1万人に1人ぐらい増える」、その放射線量を「CTスキャンを1度に10回受けたときの放射線量に相当する。ただし、CTスキャンは医療に必要であり、CTスキャンが悪いというものではない」と述べた。一方で長崎新聞のインタビューには、放射性物質が30km圏外にも飛散しているとした3月23日の政府公表に対し「子どもや妊婦を中心に避難させるべきだ。ただし理論値であり、誤差を検証しなければならない」と答えている。
4月5日、東京で行われた日本財団主催による講演会で山下は、「福島第一原発の原子炉が今回の地震で損傷なく生き延び、日本の科学の粋をもって緊急炉心停止が行われたのは不幸中の幸い。今後大爆発は起こらないだろうし、炉心の中のくすぶりを抑えるため、いま懸命な努力がなされている。ただ、チェルノブイリの100分の1程度の放射性物質が環境中に放出されたと推測されるため、今後長期的なモニタリングと健康影響調査が必要だろう」と語った。
4月6日、官邸に助言を行う原子力災害専門家グループに招聘された。
5月1日、福島県立医大が開催した「健康管理調査スキームについての打ち合わせ」で、山下は「福島県は世界最大の実験場」と発言し、1ミリシーベルト以上の被ばくした人への生活補償や医療補償について言及していた。
5月3日に二本松市の講演で、「どのように対応すれば福島を崩壊させずにすむかということが私が最も腐心した点であり」、「福島の方々が、今、最大に晒されている危険は何かというと、この『風評被害』と『精神的なダメージ』であると語った。被曝量について、「100ミリシーベルト以下では明らかな発ガンリスクは起こりません」、「（癌のリスクは）わからない」としている。
5月27日には、福島県で約202万人の全県民を対象に、3月11日の事故以降の行動を調査することを決定し、福島県民健康管理調査検討委員会の会合が初めて開かれ、山下はその検討委座長に選ばれた。
6月23日長崎大の片峰茂学長は「福島県における放射線健康リスク管理活動について」と題するメッセージを発表した。片峰学長はメッセージで延べ100人以上の長崎大学の職員が福島県を訪れ、支援活動を展開していることを紹介し「専門家として福島の原発事故による健康影響について一貫して科学的に正しい発言をしている」と山下教授を擁護した。「放射線による健康リスクに関する議論は、さまざまな見解が流布され、ある意味で混乱の極みにある」とも述べた。山下教授は「私自身、やましいところは全くない。本当に間違っていて不必要であれば解任されているはず。広島も長崎も私を応援しない」「逃げる選択は決して悪くない。後ろめたい思いをすることもない。しかし自主避難は経済的問題も含めさまざまなリスクがある。覚悟が要る。避難には慎重になってほしい」と語った。
一連の講演会では、自分の判断で避難することはできるとしつつも、こどもを外で遊ばせていいかという質問に対し、「1時間当たりの空間線量が毎時10マイクロシーベルト以下であれば、外で遊ばせて大丈夫です。マスクをしなくても大丈夫。もちろん普段通りの通学も問題ありません。」と回答した。また同時期、週刊誌の対談で行政に対し「たとえ30キロ圏外でも、必要なら自主的にではなく、命令をもって避難させなければいけない」と言及している。
また、NPO法人チェルノブイリへのかけはし代表の野呂美加によれば、山下は「汚染されたものを食べても大丈夫」とテレビで発表した後にチェルノブイリで活動していたグループが山下に電話をしたところ、「立場上仕方がなかった」と答えている。
9月12‐13日には、日本財団の後援により、福島医大で放射線医学・防護の国際専門家会議『放射線と健康リスク』 が開催されたが、組織委員を務めた山下は、「世界の英知が福島県に集まって議論してメッセージを発したことで、不安払拭が期待できる。県民健康管理調査の方向性についても外部の目で評価され、正しさが確認できた」と評価した。
2012年3月1日に福島県立医科大学に国際連携部門が設立された時、山下は武見敬三に客員教授就任を依頼している 同月には朝日新聞長崎版のインタビューに応じ、健康調査について「健康調査は我々医療関係者の最大の責務だ。自ら選択して住み続ける人たちを見守っていかなければならない。今も200万人近くの人が大変な生活をし、風評被害に耐えている。その方たちに危険をあおって、福島から出て行けという方が無責任だ」と主張した。震災がれきの受け入れについても「乗り越えなければならないことだ。痛みを共有する、重荷を分かち合うという覚悟ができるかどうか」であると語った。
東日本大震災から1年後となる3月11日には、アラブ首長国連邦ドバイのハリファ大学で開催されたセミナーで学生、教授やスタッフを相手に福島第一原子力発電事故について語った。
2012年7月15日-21日に全国中学校理科教育研究会はウクライナ・ロシア視察を行い、NPO法人ネットジャーナリスト協会会長有馬朗人と共に山下も参加した。同行した一人によれば、山下はチェルノブイリ原子力発電所で「福島はこれが4つですからね・・・」と肩を落としていたという。
2016年12月18日に福島県郡山市で開催された放射線教育に関する国際シンポジウムの一般公開セッション「放射線の健康影響と学校教育」で山下は基調講演した。東京電力福島第一原発事故とチェルノブイリ原発事故で放出された放射線量は全く異なるとしながらも、住民に対する精神的、社会的、経済的な影響は同じとした。その上で、県民のストレス緩和に向けて「リスクコミュニケーションをしっかりやっていく。協力をお願いしたい」と呼び掛けた。

## 反応および影響

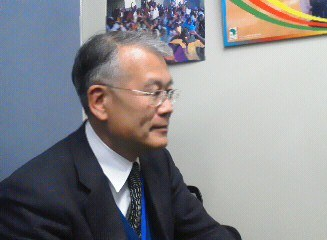
2012年1月13日、東京都にて

2011年4月15日に、公明党の赤松正雄衆議院議員は、福島第一原子力発電事故がレベル7とされかつ放射線の排出量がチェルノブイリの十分の一とされたことに対して、山下の「レベル7ということについて非常に遺憾に思う、いきなりそこに上げてしまうということは全然大きな問題である[…]その数字の背後にある中身の違い、チェルノブイリと今回の中身が違うということについてしっかりと発信していかないといけない。[…]小さい日本だから、日本が丸ごと汚染されているように受けとめられているのは間違いない」という発言を引用しつつ、外国に向けてどういう発信をされたのかと聞きたいと要望した。
2011年4月27日に、自由民主党の河井克行衆議院議員は、3月21日の山下の講演での発言に触れ、「とんでもない発言のオンパレード」であるとして疑問を呈した。さらに、8月9日には、福島県が行う県民健康管理調査事業について山下が関わっているので安全だという結論以外出てきようがないのではないかと思っていると発言した。
同日には公明党の佐藤茂樹衆議院議員は、山下の「百ミリシーベルト以下の被曝線量では健康に与える影響は証明することはできません、だから私は、百ミリシーベルト以上は心配しましょう、これ以下はすぐには全く心配要らない、そう言っています」という発言から、（年間）二十ミリシーベルトを基準にしたことに対して住民が納得できる説明が要ると述べた。
福島第一原子力発電所事故で放出された放射性物質を「放射線汚染分布地図」として作成した地質学者で群馬大学教授の早川由紀夫は、山下の発言に対し、ツイッターで「山下俊一は悪人だが責任はない。責任は、無学で無教養で無見識で無自覚の福島県民にある。究極の自己責任だ。失うものは大きいだろう」と と発言した。早川が勤務する群馬大学は早川の一連の発言を「福島県の被災者や農家の人々に対する配慮を著しく欠く」「国立大学の教授として不適切な発言」として訓告処分とした。
市民団体『子どもたちを放射能から守る福島ネットワーク』は、山下が「100mSvまで放射線を浴びても大丈夫。今まで通り子供を外に出して下さい」という趣旨の発言をしたとして、アドバイザー解任を要求する署名活動を行った。また、反原発活動家で作家の広瀬隆とルポライターの明石昇二郎は、山下を「100ミリシーベルトまでは安全であると繰り返し、福島の人々に被ばくを強要させてきた」として、東京電力会長・社長等と併せて「業務上過失致傷罪」で刑事告発した（この告発は約1年後の2012年8月1日、東京地検と福島地検に受理されたが、2013年9月9日、不起訴となった）。告訴団はこのうち6人に絞って審査を申し立て、東京第五検察審査会（検審）が2012年7月、勝俣元会長ら3人について起訴相当と判断。地検は再び不起訴処分としたが、東京第五検審は2015年７月に起訴すべきだと再議決し、強制起訴が決まった。2016年2月29日に、東電の勝俣恒久元会長 (75) ら旧経営陣3人は東京地裁に在宅のまま強制起訴された。
山下を「ミスター100ミリシーベルト」 や「ダマシタ」、あるいはアウシュビッツのヨーゼフ・メンゲレと比較して「人の姿をした悪魔」 などと揶揄する人たちもいる。
福島県民からの反発や批判を受け、山下は「(福島県)を去るのも留まるのも、覚悟が必要」と発言し、子どもについては「過保護を否定はしないが、子どもには苦労をさせるべきだ。ストレスの中できちんと自己判断する苦労。○×の答えがないグレーゾーンでリスクと便益を判断する。海図のない海に出るのが、覚悟の意味です」と主張し、状況を「僕と県民の我慢比べだね」と評した。
長崎大学長の片峰茂は「福島県に赴き、現場が抱える問題に直接接しながら、専門家として福島の原発事故による健康影響について一貫して科学的に正しい発言をしているのが山下教授であると、私は思っています」 という山下を擁護する声明を出した。長崎県知事中村法道は、6月24日の定例記者会見でアドバイザー解任の署名運動を質問された時、「非常に残念なお話だと思っております。福島で被災直後からこの放射線漏洩（ろうえい）に関して、非常に放射線医療に詳しい先生が現地にお入りになられて、専門的な立場からさまざまなアドバイスをなさってこられたし、よくおっしゃっておられるように、『あなどってはいけないけれども、怖がり過ぎてもいけませんよ』というような専門家の立場から適切なアドバイスをしていただいてきたと思っております」と回答している。週刊新潮は、「長崎大大学院の山下俊一教授。この被曝医療の権威が福島県のアドバイザーに就任するや、『リスクの軽視だ』と袋叩きに遭っている。環境団体や人権団体が解任を求めて署名活動まで始めたが、データに基づく科学者の主張を感情論で封じる危険な匂いが・・・」とバッシングに対する批判記事を掲載した。
フォトジャーナリストの広河隆一が当時編集長を務めていた雑誌DAYS JAPANは、2012年10月号で山下の発言を収録し、当時の全国会議員および福島県の知事、13市長、46町村長に配布し、増刷も行った。広河隆一はその後の2013年8月にDAYS JAPAN編集長を辞任している。
2013年4月30日、福島県副知事より、福島県で展開してきた被ばく医療体制の構築や医療活動への支援に対する感謝状が山下と長崎大学長の片峰茂に贈られた。
2013年8月21日、福島県民から選ばれた「うつくしま復興大使」3名が長崎大学を訪問した。片峰茂学長と山下に面会して復興への思いなどを語り、起き上がり小法師（こぼし）などを贈った。

## 福島県民健康調査
山下はがんの発生について、2011年10月の京都大学原子炉実験所（現・京都大学複合原子力科学研究所）教授山名元との対談で、「今の子どもたちががんになるとしたら、5年後から10年後です。それまでに、つまりいまから3～4年のうちに起るがんは平時のベースラインになるわけです。将来、ベースラインを超えるレベルで発がんが出てくれば、そこに放射能の影響を読み取ることができます」と主張している。そして、健康調査を「たばこや酒などの放射線以外の発がんリスクも含めて、県全体で地域に密着した健康管理を行う事により、『日本一の長寿県』つまり『世界一』を目指し」、「長寿県というのは、発生確率が下がるというのではなく、早期診断によって治療効率が上がるということ」 であるという。
日本甲状腺学会理事長である山下は、2012年1月16日に福島県立医科大学鈴木眞一教授と共同で日本甲状腺学会の会員に宛てたメールで福島県「県民健康管理調査」に関し、「異常所見を認めなかった方だけでなく、5mm以下の結節や20mm以下の嚢胞を有する所見者は、細胞診などの精査や治療の対象とならないものと判定しています。先生方にも、この結果に対して、保護者の皆様から問い合わせやご相談が少なからずあろうかと存じます。どうか、次回の検査を受けるまでの間に自覚症状等が出現しない限り、追加検査は必要がないことをご理解いただき、十分にご説明いただきたく存じます」と、調査結果への対処方法を連絡している。
会津若松市に避難したある母親が市内の5病院に電話をかけたが断られたケースで、この文書の影響を指摘する声もあり、甲状腺学会所属医師の一人は「この文書に従うと、医師は診療を拒否してはいけないという医師法に反してしまう」と話している。検査を実施している福島県立医科大学は、基本原則としてエコー画像やカルテを本人に見せてはいない。医師の所見やエコー画像を見るには、県の条例に基づき情報公開請求が必要となっている。
2012年8月の毎日新聞のインタビューで、「小さながんも見つかるだろうが、甲状腺がんは通常でも一定の頻度で発症する。結論の方向性が出るのは10年以上後になる。県民と我々が対立関係になってはいけない。日本という国が崩壊しないよう導きたい。チェルノブイリ事故後、ウクライナでは健康影響を巡る訴訟が多発し、補償費用が国家予算を圧迫した。そうなった時の最終的な被害者は国民だ」と話している。
その後、毎日新聞の報道により、福島県が検討委の約1週間前か当日の直前に非公開の準備会を開催しており、9月11日の第8回検討委の直前に開催された準備会では、甲状腺がんが原発事故との因果関係があるとは思われないという質疑応答も決めていたことが明らかになった。
2013年2月13日に福島市で開かれた県民健康管理調査の検討委員会で山下は記者会見で検討委員会から退く意向を示し、「判断は県に預けている。（福島県立医科大学副学長と福島県検討委座長）両方の立場を兼ねているが、私がこの場にとどまるのは不適切だ」と述べた。
東日本大震災から2周年の3月11日、米国の米国放射線防護・測定審議会 (NCRP) の第49回年次総会で『福島原子力発電所事故と包括的健康リスク管理』と題する講演を行ったが、講演で用いた資料には被験者本人にも容易には公開しないエコー写真が多数含まれていた。
2013年12月31日時点では、一次検査の受診者約27万人のうち1796名が二次検査対象者で、甲状腺結節の細胞診検査を受けた中の75名が悪性ないし悪性疑いとされ、小児甲状腺癌と確定したのは33名であったが、山下はそれまで検査をしていなかった人に幅広く検査を行うと、無症状で無自覚な病気や正常とは異なる検査結果が高い頻度で見つかるというスクリーニング効果だと説明した。その一方で、チェルノブイリ原発事故の調査で山下らは甲状腺がん多発に対してスクリーニング効果を否定している。
2015年、福島県立医大が県民健康管理センターの中に設置している外部専門家会議「甲状腺検査専門委員会・診断基準等検討部会」の議事概要によれば、山下が座長を務め、実質的な甲状腺検査の審議の場となっていると報じられた。
2016年 県民健康調査の検討委員会は12月27日、原発事故と甲状腺がんの因果関係を調査する専門家による第三者機関の設置を県側に提案した。

## 長崎大学への復職
2013年2月4日、長崎大学から将来の学長候補として復帰の要望が出されていたこともあり、山下が休職中の長崎大大学院医歯薬学総合研究科教授に復帰し、福島県立医科大学では常勤職ではなく非常勤職で副学長を務めることが明らかになった。
4月1日、山下は長崎大学に復職して同大学副学長となった。また、同日には長崎大原爆後障害医療研究所が開所した。
4月2日には記者会見し、「福島の住民は、長期の避難生活による生活習慣病や低線量被曝にさらされており、大変な状況は今も続いている。専門家や市民が寄り添い支援を強化していきたい」、「低線量被曝の研究に力を入れるとともに、被曝医療を専門とする医師や看護師の育成に努めたい」と述べた。また、福島県立医科大学副学長は非常勤で続け、放射線リスク管理アドバイザーも続けることが報じられた。
「福島原発告訴団」の告訴については「健康の権利を阻害している訳でも、避難する方々を阻止した訳でもない。怒り、不平不満は受けるが対応が間違っているとは思わない」と反論した。

## 海外の反応および報道
2011年3月21日の「ニコニコ笑っている人に放射能はきません」という山下の言葉は世界中に反響を呼び、ドイツやフランスからもインタビューに来るほどであった。
アメリカでは2011年6月10日、「デモクラシー・ナウ!」で環境活動家のアイリーン・スミスが福島県の健康調査とそれを率いる山下について、「100ミリシーベルト浴びても心配ない」という見解を「ニコニコ笑ってる人には来ません。クヨクヨしてる人に来ます」という発言とともに、紹介した。
8月にはドイツのデア・シュピーゲルからインタビューを受け、発言内容の意図等に間して質問を受け、山下は自分を非難する人々は「専門家ではない」とし、約200万人の福島県民を対象とする健康調査を、「科学界に記録を打ち立てる大規模な研究になる」と発言した。
9月には、フランス国立科学研究センターの経済学者であるティエリー・リボー (Thierry Ribault) が日本財団主催の国際会議「放射線と健康リスク」や健康調査について、山下の3月の発言「100マイクロシーベルト/hを越さなければ、まったく健康影響を及ぼしません」（年間876ミリシーベルト）やその後の「年間100ミリシーベルト」を引用しつつ、これらが「科学詐欺」であるとしている。
ドイツZDFテレビ「フロンタール21」は福島市民講演会の映像とともに山下が「ニコニコ笑っていれば放射能の被害は受けません。クヨクヨしていれば受けます」「動物実験はありませんが、困難な時にもクヨクヨしなければ健康被害はないのです」「毎時100マイクロシーベルト以下ならいずれにしろ健康に害はありません」という発言を放送した。しかし、動物実験の部分は誤訳となっており、「100マイクロシーベルト」発言が「10マイクロシーベルト」と訂正されたことも伝えられてはいない。この映像はネットを通じて世界へ発信され、日本にも日本語字幕付きで伝えられた。
台湾（中華民国）では、2011年10月に蘋果日報がティエリー・リボーの翻訳記事を掲載した。2012年3月5日に放送された公共電視の番組である『我們的島』（私たちの島）第645集の『311的習題（311の練習問題）』と『核電廠（原発）補考記』で山下は、「福島の原子力災害は予測するのが難しく、ただこの一点について周辺国家は日本を手本とすべきではなく、今回の失敗を反面教師としなければならない」と語った。さらに、「災害前は『放射能は私たちとはとても遠く、しかも原子炉は百パーセント安全である』と信じていたが、この種の考え方は『完全に間違い』であることを実証した」と表明し、「私たちはリスク管理のために良く準備すべきで、それは単に危機がやってくるのがとても早いというばかりではなく、さらに一般的に言えば大衆のためである」と強調した。
2012年同月、フィナンシャル・タイムズのミュア・ディッキー東京支局長は、山下にインタビューし、その経歴や彼に対する否定的な評価に触れつつ、福島第一原発からの放射性降下物による健康被害よりも避難生活やストレスによる健康被害の方が深刻だというその確信が科学者の賛同を得ており、福島県で政府出資による最重要なプログラムの一つである今後数十年にわたる200万の県民の健康をモニターする意欲的な調査を率いる手助けをしていると書いている。
2012年8月、チェルノブイリから戻ったばかりの山下は、エコノミストの取材で、レベル7に到達したにもかかわらず福島の放射性同位体の大半が海に吹き飛ばされたので、チェルノブイリ原子力発電所事故よりもはるかに深刻ではなく、政府が汚染された食物や牛乳の消費が迅速に止められたので、チェルノブイリ周辺の子供が苦しんだような甲状腺への潜在的な問題を減らしたと力説した。
2013年2月にネイチャーは本人からの電子メールを受けて、山下が健康管理調査委員会の座長を辞任することを報じた。

## 思想

### 永井隆
山下は永井隆のモットーであった「如己愛人」を「ここ長崎では、医師としての原点はヒポクラテスの誓い以上に「如己愛人」の精神にあると考えられています」 と書いていた。
2011年8月8日-8月12日に長崎大学医学部で開催された『永井隆博士没後60年企画展』について「長崎大学の特徴である原研施設が大切にしてきた永井隆精神の一端に触れ、本企画の趣旨をご理解の上、ひとりひとりの行動規範に『如己愛人』の心を基本とする『献身』を忘れないで欲しいと心から念願します」 と述べている。
2012年8月6日の創造性の育成塾の講義で山下は、「最後にぜひ君達に伝えたい。魔法の火や頭脳や命とともに、魔法の心が必要。皆、祈るでしょう。永井隆に学べばこの魔法の心ということを知ることができると思う」と語った。

### 福島
2011年の山名元との対談で、山下は「通常、平時のやり方は通用しない。特区がいいのかどうかは分かりませんが、（中略）そこを特区にすれば、そこだけを生涯1カルテとか、この人たちに対するフォローをするための国民総背番号（マイナンバー）とか、いろいろなものをすべてにおいて超法規的にやれるのです」と主張している。

### 原発
永井隆による『原子爆弾救護報告書』の結語「すべては終った。祖国は敗れた。吾大学は消滅し吾教室は烏有に帰した。余等亦夫々傷つき倒れた。住むべき家は焼け、着る物も失われ、家族は死傷した。今更何を云わんやである。唯願う処はかかる悲劇を再び人類が演じたくない。原子爆弾の原理を利用し、これを動力源として、文化に貢献出来る如く更に一層の研究を進めたい。転禍為福。世界の文明形態は原子エネルギーの利用により一変するにきまっている。そうして新しい幸福な世界が作られるならば、多数犠牲者の霊も亦慰められるであろう に対し、山下は「混乱の極みの中でのこの卓越した予言は、1954年世界で初めて商業用原子力発電を完成したソ連邦秘密都市オブニンスクを皮切りに、先進諸国の各地で原子力発電への道が確実に進行してきたことでも、その偉大さを垣間見ることができます」と評価し、『原子力文化』2012年1月号の作家森福都との対談では、「わが祖国は敗れた。すべてが灰燼に帰した。しかし、この禍を転じてわが国は原子力の平和利用によって、亡くなった方々に対し罪をあがなわなくてはいけない。その結果、わが国はきっと復興する」と言い換えている。
また、山下は『放射線リスクコミュニケーション』に「原子力の問題が出たときには、昭和20年の10月に書かれた永井隆の原爆救護報告書の最後の一文を述べるようにしています（中略）原子力という科学の光、力を利用してより良い世界を作って行くべきだ、ということを彼はその当時既に書いているのです」と書き、実際に2011年3月21日に開催された福島市の講演でも、「私は原子力発電はなくなったほうがいいと思うが先生の考えは？」という質問に『原子爆弾救護報告書』の言葉を引用して回答している。
2013年4月には毎日新聞とのインタビューで原発について聞かれ、「医学者であり触れる必要はないと考え、ノーコメントと言ってきた。しかし科学技術に戸は立てられない。いかにコントロールすべきかだ」と回答した。

## 裁判

### 子ども脱被ばく裁判
2020年3月、福島原発事故後、「専門家」として行った数々の講演会や福島県立医大発行の事実とは異なる記載のパンフレットに関して、「今日指摘されて分かったが、私の言葉足らず、舌足らずが大きな誤解を招いた事は本当に申し訳ない」「福島県民に一番伝えたかった事は『覆水盆に返らず』という事だった」と語った。

## 受賞歴
- 1985年 米国Los Angeles Research Fellow賞
- 1986年
  - 米国内科学会研究奨励賞
  - 米国糖尿病学会Research Fund
- 1989年 角尾学術賞[21]
- 1990年 第3回ノルディスク成長ホルモン研究奨励賞
- 1991年 平成2年度工藤学術財団研究奨励賞
- 2007年
  - アジア・オセアニア甲状腺学会功労賞[211]
  - 日本医師会最高優功賞を受賞[212]
- 2008年
  - セメイ医学アカデミー優功章[213]
  - 日本甲状腺学会三宅賞[214]
- 2011年 朝日がん大賞[215]
- 2012年 武見記念賞[216]
- 2013年片峰学長と共に福島県から感謝状を贈呈[217]
- 同年8月、カザフスタン訪問時に大統領から感謝状の贈呈とセメイ市から、名誉市民の称号を受ける[218]
- 2014年 ベラルーシ卒後医学研修アカデミーから名誉博士号の授与[219]

- 2018年11月9日、天皇・皇后主催の園遊会に招かれ、天皇、皇后から原子力と福島県の子供たちの健康について聞かれている[220]。

この他にも2013年3月11日に米国放射線防護・測定審議会でSinclair基調講演を行ったが、これは放射線防護の分野において、ノーベル賞に匹敵するといっても過言でない栄誉であるといわれている。

## 研究分野、加入学会、研究プロジェクト、医療プロジェクト
- 専門分野：内分泌学（内分秘・代謝学）、環境影響評価・環境政策（核医学）、分子生物学（分子生物学）
- 加入学会：アメリカ甲状腺学会、アメリカ内分秘学会、日本甲状腺学会、日本内分泌学会
- 現在実施している研究テーマ：放射線と甲状腺、遺伝子診断と治療、国際医療協力[222]
- 1991年からチェルノブイリ原発事故後の国際医療協力、1995年からセミパラチンスク核実験場周辺への医療協力、2000年から5年間JICAセミパラチンスク地域医療改善計画をそれぞれ主導
- 2002年 21世紀COEプログラム「放射線医療科学国際コンソーシアム」国際医療協力・疫学調査プロジェクト/緊急被ばく医療プロジェクト：プロジェクトリーダー[223]
- 2007年 グローバルCOEプログラム「放射線健康リスク制御国際戦略拠点」拠点リーダー[224][225]

## 研究・著作
- 「Glucose Stimulation of Protooncogene Expression and Deoxyribonucleic Acid Synthesis in Rat Islet Cell Line / ラット膵ラ氏島β細胞における糖代謝異常と細胞増殖」、博士論文 長崎大学, 乙第931号, 1989年3月31日, NAID 500000057968
- 長崎・ヒバクシャ医療国際協力会（NASHIM)PDFファイル書庫 (PDF) 
  - 放射能Q＆A改訂版 編集：山下俊一、高村 昇 執筆者：山下俊一、奥村寛、高村昇、難波裕幸、松田尚樹、三根真理子、鈴木啓司（2012年3月発行）
  - チェルノブイリ：虚偽と真実 著者：L. A. イリーン 翻訳:本村智子、浜田亜衣子、高村昇、本田純久、芦澤潔人、山下俊一、本村政彦（翻訳順）（平成9年度 日本語版出版図書）
- 山下俊一『正しく怖がる放射能の話―100の疑問「Q&A」長崎から答えます』長崎文献社〈長崎文献ブックレット 1〉、2011年7月。ISBN 978-4888511674。